# Speranza (Tino di Camaino)
La Speranza è un frammento di scultura marmorea a tutto tondo (33×21 cm) di Tino di Camaino, databile al 1320 circa e conservata nel Museo dell'Opera del Duomo di Firenze. In tutta probabilità proviene dal gruppo scultoreo con le Virtù teologali originariamente sopra la porta est del battistero di Firenze.

## Storia
Un documento del 1321 ricorda come già in opera su una delle porte del battistero di tre Virtù, attribuite poi a Tino di Camaino che era giunto in città nel 1320; collocati entro nicchie, come si evince dalle rappresentazioni quattrocentesche del battistero (come quella sul cassone di Giovanni Toscani al Bargello), vennero rimossi all'inizio del Cinquecento quando furono creati i gruppi marmorei di Andrea Sansovino, Francesco Rustici e Vincenzo Danti. Lanyi fu il primo ad associare la menzione con i frammenti di statue nei depositi del Duomo, ipotesi per lo più confermata dalla critica successiva con l'eccezione della personificazione con cornucopia, già indicata come Carità e oggi identificabile forse con una Sibilla. La statua della Carità originaria era infatti forse quella oggi al Museo Bardini. Della Fede resta probabilmente il busto coronato, pure nel Museo dell'Opera del Duomo.

## Descrizione e stile
La testa della Fede ha il solo attributo della corona d'edera, simbolo di tenacia, e una posa inclinata, col collo elegantemente allungato, che fa pensare alla posa solitamente slanciata della virtù, come si vede ad esempio nella formella di Andrea Pisano nella porta nord del battistero.
Attribuita a Tino di Camaino da Adolfo Venturi, fu confermata tale da quasi tutta la critica successiva. Il taglio degli occhi allungato, la bocca piccola quanto il naso, l'ovale regolare del viso, la massa delle ciocche dei capelli che creano onde profonde sono tutte caratteristiche che rimandano alla scuola senese, testimoniando il felice dialogo tra pittura e scultura in quegli anni, in particolare, riguardo a Tino, coi fratelli Lorenzetti.